# Dominique Adt
Dominique Adt (né le 29 mars 1958 à Bourg-en-Bresse) est un réalisateur de télévision depuis 1996. Auteur et réalisateur de documentaires, metteur en scène, il travaille aussi sur de nombreux magazines de télévisions.

## Biographie
Ayant suivi sa scolarité à Caen, il suit tout d’abord des études d’instituteur à l’École normale de Caen (ancienne IUFM). Il enseigne ensuite, dans le Calvados, en école primaire de 1981 à 1984.
Diplômé de l’École nationale Louis Lumière en 1986 dans la section cinéma, il commence une carrière d’assistant caméra au cinéma puis de caméraman pour la télévision.
Il passe à la réalisation à partir de 1996. 
Il est auteur de documentaires, essentiellement pour la chaîne France 3. Après en avoir réalisé de nombreux projets portant sur des faits divers (Mis et Thiennot, Prise d’otage de la maternelle de Neuilly ou Le gang des postiches…) il travaille sur des docu-fictions historiques (L'Affaire Agnès S., Courtisanes : les jupons de la capitale ou bien La Cicatrice : Passeurs sur la ligne de démarcation).  Il est coauteur de la série  Enquête d’ailleurs, diffusée sur ARTE et réalisateur de plusieurs des épisodes.
Depuis 2017, Dominique Adt est président de l'association normande Surface Sans Cible collectif de photographes qui organise de nombreuses expositions et projections dans la Région.
Depuis 2018, il a réalisé les 6 épisodes (Sur les reliques de Saint-Louis, les maladies de Marat et Robespierre, le crâne de Descartes, les cœurs de Louis XIII et Louis XIV et sur le Maréchal Ney) de la série de documentaires pour France 5, Histoire au scalpel, qui met en scène des enquêtes scientifiques et historiques incarnées par le Dr. Philippe Charlier. Ces films sont diffusés dans la case « Science Grand Format » de la chaîne. En 2024, son premier documentaire de 90mn, Napoléon à Sainte-Hélène, le dernier acte est diffusé en mai sur la même chaîne. Les épisodes de cette série ont été aussi diffusés sur la chaîne Histoire et sont produits par Capa et Mathieu Hucher. Ils ont tous été sélectionnés dans différents festivals européens (Paris Science, Icronos, Agon festival, Split festival, Firenze archeofilm, Rencontres Archéologiques de la Narbonnaise, …).
En 2022, il conçoit La Maison qui soignait les policiers, documentaire sur le malaise et le suicide des policiers. Le film, diffusé sur France 3, est également promu sur LCP pour supporter un débat sur le thème du suicide des policiers.
En 2024, il réalise « Massacrés le 6 juin, les fusillés de la prison de Caen » sur un sombre évènement oublié du 6 juin 1944.

## Filmographie

### Documentaires
- 1996 : La foire Sainte-Croix de Lessay. (Atelier de Cinéma de Normandie) 52 min[12]. Sélection pour la semaine du cinéma ethnographique de Caen.
- 1996 : Vaudou, Paris[13]. 26 min. (Planète Spots/France 3 Paris-Ile de France-Centre) (Auteur Geneviève Vaudran).
- 1997 : Poupées de chair[14]. (Auteur: G. Vaudran), 52 min (Emet films/France 3, Téva, RTBF, TSR, TV5)
- 1998-99 : Dans la série Comme un Dimanche. (Point du jour /France3)
  - Un dimanche de chasse[15]. 26 min
  - Un dimanche de restaurant[16]. 26 min
  - Un dimanche de dégustation[17]. 26 min
- 1999-2000 : Dans la série Le Lieu du Crime. (Pathé TV/Editions Nuit & Jour/13e Rue/France 3)
  - L’Affaire Mis et Thiennot[5]. 26 min.
  - L’Affaire Jacques Fesch[18]. 26 min
  - L’Affaire Human Bomb[19]. 26 min
  - L’Affaire du gang des postiches[7]. 26 min
- 2001 : Les nouveaux beaucerons[20]. 26 min (TGA/France3 PIC).
- 2001 : Saga terrienne en Sancerrois[21]. 26 min (TGA/France3PIC).
- 2002 : La femme au papillon. 26 min (VM group/France 3 PIC).
- 2003 : La blouse et le bâton. 26 min (TGA/France3 PIC).
- 2003 : Jour de mariage. 26 min (VM group/ France 3 Normandie)
- 2006 : L’affaire Agnès S[8]. 52 min. (TGA/France 3/France5) Docu-fiction. Prix « Originalité de Conception »  Festival international d’archéologie d’Athènes (Grèce). 2e prix du public au festival international du film d’archéologie de Nyon (Suisse). Prix du public au festival francophone du film archéologique de Toulouse (Aircheo). Sélections : festivals de film d’archéologie: Amiens, Besançon, Icronos (Bordeaux), Rovereto (Italie), Irun (Espagne) ; Etoiles de la Scam, prix Roberval. Mois du documentaire 2009.
- 2008 : Courtisanes, les jupons de la capitale[9]. 52 min (Sertis/France3, TSR) Docu-fiction. Sélection FIPA 2009.
- Présumés Coupables[22]. 52 min (TGA/France 3, Planète Justice) Docu-fiction. Sélection Mois du documentaire 2010 et 2012.
- 2009 : Enquête au Pays des morts[23]. 52 min (Huit et plus/France3). Docu-fiction. Sélections : festival film d’archéologie de : Besançon, Bruxelles, Amiens, Rovereto. Toulouse. Prix du jury au Festival international du film d’archéologie d’Athènes (Agon Festival). Meilleur film pour sa recherche créative au festival du film d’archéologie de Bordeaux (Icronos).
- 2010 : La Cicatrice, Passeurs sur la Ligne de démarcation[24]. 52 min (TGA/France3)
- 2011 : Le moulin du Gravelon[25]. 28 min. Sélection Mois du documentaire 2011.
- 2012 : La Course des lévriers[26]. 52 min (TGA/France3/ESPN).
- 2012-2013 : Enquête d'ailleurs[4]. Série documentaire 13 × 26 min (Arte/Scientifilms) (Coauteur : Philippe Charlier)
- 2014-2015 : Enquête d’ailleurs[4]. Saison 2. 5 × 26 min
- 2015 : Forêts royales[27]. 52 min (TGA/France 3)
- 2016 :
  - Dior : l’élégance du paradis perdu (France 3); présenté en avant-première à Caen[28] sur l'invitation de l'association Surface sans Cible dont il fut l'un des membres fondateurs.
  - Alpine, un rêve français[29] 52 minutes  Une coproduction TGA production / France Télévisions  Avec le soutien du CNC.
- 2018 : Saint Louis, le roi dispersé[30] (France 5); présenté en avant-première à Caen le 08 mars 2018 à l'auditorium du Musée des Beaux Arts de Caen par l'association Surface Sans Cible.
- 2021 : 
  - L'Histoire au scalpel - Descartes, autopsie d'un génie 52 min (Capa-Matcha/France5)[31],[32],[33],[34]
  - Marat, Robespierre : les malades de la révolution 52 min (Capa-Matcha/France5)[35],[36],[37]
  - L’histoire d’une vache qui rit  52 min (TGA-France 3)[38],[39],[40]
- 2022 :
  - En eaux douces ; 52mn/ TGA Production-France 3 Bourgogne-Franche-Comté[41],[42]
- 2023 :
  - Maréchal Ney, le mystère américain ; 52mn/ Capa-Matcha-France 5[43],[44]
  - L’étrange histoire des cœurs des rois ; 52mn/Capa-Matcha-France 5[45],[46] ; Prix des collégiens aux Rencontres Archéologiques de Narbonne[47],[48] ; Sélectionné pour le AGON festival (12ème Festival International du film d’archéologie d’Athènes) et le MFAF (Festival du film d’archéologie de Split)[49],[50]
- 2024 :
  - Napoléon à Sainte-Hélène, le dernier acte ; 90mn/ Capa-Matcha-France 5[11] ; Prix de la Meilleure musique aux Rencontres Archéologique de la Narbonnaise[51]
  - Massacrés le 6 juin, les fusillés de la prison de Caen ; 52mn/ Almérie films-France télévision[52],[53], sur les Fusillés de la prison de Caen[54].
  - L’affaire Yvonne Chevallier [55],[56],[57] ; 52mn/ TGA Production-France télévisions

### Fictions
- 2017 : Meurtre à l’Hôtel Hastings (SSC-Milady Productions) Court-métrage de fiction de 20 min avec Linaupe Carter, Guillaume Adt, Antonin Ménard, Françoise Labrusse, Anouk Frieh. Projections au Cinéma Le Cabieu (Ouistreham), le Lux (Caen) et au festival « Bloody Fleury 2020 »[58],[59],[60],[61],[62],[63]

### Divers
(mai 2025).
- https://pariscience.fr/wp-content/uploads/2021/10/V1_Indd_Communique_Presse_8_2021.pdf
- https://www.france.tv/france-5/science-grand-format/2257089-marat-robespierre-les-malades-de-la-revolution.html
- https://television.telerama.fr/tele/programmes-tv/marat-robespierre-les-malades-de-la-revolution,183349325.php
- https://www.dailymotion.com/video/x7z9tu0
- http://www.film-documentaire.fr/4DACTION/w_fiche_film/62020
- https://www.premiere.fr/film/L-histoire-au-scalpel-Descartes-autopsie-d-un-genie
- https://lcp.fr/presse/communiques-de-presse/la-maison-qui-soignait-les-policiers-debatdoc-mercredi-25-janvier-a
- https://www.france.tv/france-3/centre-val-de-loire/la-maison-qui-soignait-les-policiers/3124813-emission-du-jeudi-9-fevrier-2023.html
- https://www.france.tv/documentaires/documentaire-histoire/5404893-l-etrange-histoire-des-coeurs-des-rois.html
- https://www.programme-tv.net/programme/culture-infos/r1549938309-lhistoire-au-scalpel/25922360-letrange-histoire-des-coeurs-des-rois